# A Second Chance
Pour plus de détails, voir Fiche technique et Distribution.
A Second Chance (alias Seconde chance au Québec) est un thriller dramatique suédo-danois réalisé par Susanne Bier et sorti en 2014.

## Synopsis
Andreas, policier, vit en couple avec Anna. Ils sont les jeunes parents d'un petit Alexander, heureux malgré les nombreuses nuits sans sommeil. Avec son coéquipier Simon, il va être amené à enquêter sur un couple de toxicomanes, parents d'un bébé qui grandit dans un univers sordide et qu'Andreas fera tout pour protéger. Une nuit, les destins de chacun vont basculer, amenant Andreas à prendre une décision motivée par son instinct de père.

## Fiche technique
- Titre : A Second Chance
- Titre original : En chance til
- Réalisation : Susanne Bier
- Scénario : Anders Thomas Jensen
- Musique : Johan Söderqvist
- Montage : Pernille Bech Christensen
- Photographie : Michael Snyman
- Costumes : Signe Sejlund
- Décors : Jacob Sti, Louise Lönborg et Gilles Balabaud
- Producteur : Sisse Graum Jorgensen
  - Coproducteur : Jessica Ask, Bo Damgaard, Madeleine Ekman et Charlotte Pedersen
  - Producteur exécutif : Karen Bentzon
- Production : Zentropa et Film i Väst
- Distribution : KMBO
- Pays d'origine :  Danemark,  Suède
- Durée : 102 minutes
- Genre : Thriller dramatique
- Dates de sortie :
  -  Canada : 9 septembre 2014
  -  Danemark : 15 janvier 2015
  -  France : 13 janvier 2016

## Distribution
- Nikolaj Coster-Waldau : Andreas
- Maria Bonnevie : Anna
- Ulrich Thomsen : Simon
- Nikolaj Lie Kaas : Tristan
- Lykke May Andersen : Sanne
- Frederik Meldal Norgaard : le voiturier de l'aire de jeux
- Nastja Arcel : le policier
- Mille Lehfeldt : la danseuse irlandaise
- Thomas Bo Larsen : Klaus
- Peter Haber : Gustav
- Ewa Fröling : la fille au club
- Charlotte Fich : Dommer